# Ischnodora separanda
Ischnodora separanda är en skalbaggsart som beskrevs av Holzschuh 1983. Ischnodora separanda ingår i släktet Ischnodora och familjen långhorningar.
Artens utbredningsområde är Nepal. Inga underarter finns listade i Catalogue of Life.